# Ипатов, Сергей Иванович
Серге́й Ива́нович Ипа́тов (род. 10 ноября 1952, Москва) — советский и российский астроном, доктор физико-математических наук, лауреат премии имени Ф. А. Бредихина.

## Биография
Родился 10 ноября 1952 года в Москве. Родители: Ипатов Иван Иосифович (1927—2015, полковник, к.т. н., зам. зав. кафедрой ВИА им. В. В. Куйбышева) и Ипатова (Ропакова) Александра Ивановна (1927—2010, учительница математики). Дед по матери, Ропаков Иван Васильевич (1892—1992), — кавалер двух Георгиевских крестов, директор маслозавода. Брат (Ипатов Андрей Иванович) — профессор, доктор технических наук. Жена, Ипатова (Артюхова) Валентина Ивановна, — кандидат биологических наук, старший научный сотрудник Московского государственного университета им. М. В. Ломоносова.
В 1970 году С. И. Ипатов окончил среднюю школу в Москве, а в 1975 году окончил механико-математический факультет Московского государственного университета им. М. В. Ломоносова. В 1982 году он стал кандидатом физико-математических наук, а в 1997 году — доктором физико-математических наук.
В 1975—2003 годах С. И. Ипатов работал в Институте прикладной математики им. М. В. Келдыша РАН (в том числе в 1997—2003 годах в должности ведущего научного сотрудника) в секторе академика РАН Т. М. Энеева в отделе академика РАН Д. Е. Охоцимского.
В 2001—2010 годах Ипатов работал в ряде научных учреждений США: в Годдардском центре космических полетов НАСА (NASA/Goddard Space Flight Center, MD, USA), Университете Мэриленда (University of Maryland, College Park, MD, USA), Отделении земного магнетизма Института Карнеги (Department of Terrestrial Magnetism of Carnegie Institution for Science, Washington, DC, USA), Университете Джоржа Мейсона. (George Mason University, VA, USA) и в Католическом Университете Америки (Catholic University of America, Washington, DC). В 2011—2013 годах он работал в Катаре (Alsubai Establishment for Scientific Studies, Doha, Qatar). Работа С. И. Ипатова за рубежом финансировалась из различных зарубежных грантов и программ.
С декабря 2013 года С. И. Ипатов работает в Институте геохимии и аналитической химии им. В. И. Вернадского РАН в должности ведущего научного сотрудника.
В 1990-е годы Ипатов неоднократно (от месяца до полугода) посещал с научными визитами Бельгию, Германию и США. В 1998 году он читал спецкурс на астрономическом отделении физического факультета МГУ им. М. В. Ломоносова. По совместительству С. И. Ипатов работал в Российском государственном университете нефти и газа (национальном исследовательском университете) им. И. М. Губкина (Москва, 2001—2002) и в Институте космических исследований РАН (Москва, 2011—2017).
Автор более 60 статей в рецензируемых научных журналах, около 100 статей в сборниках трудов конференций и книгах, монографии «Миграция небесных тел в Солнечной системе», 18 препринтов ИПМ, около 250 тезисов конференций, главы в монографии «Формирование Луны и ранняя эволюция Земли». Выступал на многочисленных международных конференциях.
С. И. Ипатов является членом редколлегии научного журнала «Астрономический вестник» (с 2003 года), академиком Российской академии естественных наук (по секции физики, с 2000 года), членом Евро-Азиатского астрономического общества (с 1995 года), European Astronomical Society (с 1995 года), American Astronomical Society (c 2002 года), International Astronomical Union (с 2003 года), American Geophysical Union (с 2006 года).

## Основные научные интересы и достижения
Миграция тел и планет в формирующейся Солнечной системе и образование планет
Исследования процесса формирования планет и экзопланет основывались на компьютерном моделировании эволюции дисков, состоявших из гравитирующих тел, объединяющихся при столкновениях. В частности, в 1991 задолго до западной модели Ниццы С. И. Ипатов впервые показал, что если зародыши Урана и Нептуна первоначально находились вблизи орбиты Сатурна, то они могли увеличить большие полуоси своих орбит до нынешних значений в результате гравитационных взаимодействий с мигрировавшими планетезималями. Суммарная масса планетезималей, выброшенных на гиперболические орбиты, в несколько раз превышала массу планетезималей, вошедших в состав планет-гигантов. Внутренние слои каждой планеты земного типа могут быть аккумулированы в основном из материала из окрестности этой планеты. Внешние слои Земли и Венеры могли аккумулировать аналогичный материал из зоны питания планет земной группы. Венера и Земля могли аккумулировать большую часть планетезималей из зоны на расстоянии 0.7-1.1 а. е. от Солнца менее чем за 5 млн лет. Отношение вероятностей столкновений планетезималей с зародышами Земли и Луны (менее 54) в расчетах было меньше отношения их масс (81). Доля планетезималей, выброшенных на гиперболические орбиты из зоны питания планет земной группы, не превышала 10 %.
Образование спутниковых малых тел и системы Земля-Луна
Изучено образование спутниковых систем малых тел и системы Земля-Луна в рамках модели, в которой зародыши этих небесных объектов образуются в результате сжатия разреженного сгущения, образовавшегося при столкновении двух сгущений и получившего при этом столкновении осевой момент, достаточный для образования спутниковой системы. Образовавшийся таким образом зародыш Луны рос в дальнейшем в основном из материала, выброшенного из зародыша Земли при многократных столкновениях зародыша Земли с планетезималями.
Миграция малых тел в Солнечной системе
Численно исследовалась миграция малых тел (астероидов, комет, транснептуновых объектов, планетезималей). Например, в 1989 г. Ипатов впервые показал, что для резонанса 5:2 с Юпитером, диапазон начальных значений больших полуосей, эксцентриситетов и наклонений орбит, при которых тестовые астероиды начинают пересекать орбиту Марса за время не более 100 тыс. лет, близок к зоне, которую избегают реальные астероиды. Отдельные объекты, первоначально пересекавшие орбиту Юпитера, со временем могли двигаться в течение миллионов лет по орбитам, пересекавшим орбиту Земли, а некоторые из них даже достигали орбит атонцев и атирцев, а также типичных астероидных орбит главного пояса. Хотя доля таких объектов не превышала долей процента от первоначальных объектов, вклад такого объекта в вероятность столкновения с Землей мог быть больше, чем у сотен и даже тысяч других объектов с близкими орбитами. Расчеты показали, что количество вещества, доставленного из-за орбиты Юпитера на Землю, могло превышать массу земных океанов, если масса тел в области питания планет-гигантов была около 200 масс Земли. Отношение массы вещества, доставленного из этой области к планете, к массе планеты для Марса было примерно в два раза больше, чем для Земли, и такие отношения для Меркурия и Венеры были немного больше, чем для Земли. Ряд работ по миграции малых тел был опубликован в соавторстве с академиком РАН М. Я. Маровым. На основании изучения лунных кратеров и вероятностей столкновений околоземных объектов с Землей совместно с Е. А. Феоктистовой и В. В. Светцовым оценивалось изменение числа околоземных объектов в течение последнего миллиарда лет, а также изучались глубины лунных кратеров в области морей и материков.
Миграция пылевых частиц в Солнечной системе
Совместно с Джоном Мазером С. И. Ипатов численно исследовал миграцию пылевых частиц с начальными скоростями и положениями такими же, как у астероидов, транснептуновых объектов и комет. Вычислялись вероятности столкновений пылевых частиц различных масс с планетами. На основе результатов изучения миграции пылевых частиц и данных наблюдений (например, спектров пылевых частиц зодиакального облака) были оценены доли зодиакальной пыли, производимой астероидами и кометами, а также типичные эксцентриситеты зодиакальных пылевых частиц. В частности, был сделан вывод о том, что частицы кометной пыли могут играть доминирующую роль в зодиакальном облаке.
Участие в проекте Дип Импакт (Deep Impact)
В 2005—2006 годах С. И. Ипатов был членом команды Дип Импакт (англ. Deep Impact), руководимой Майклом Ахерном. Космический аппарат НАСА впервые в истории сбросил на комету зонд, который протаранил её поверхность, предварительно сфотографировав её с близкого расстояния. Ипатов занимался автоматическим распознаванием и удалением следов космических лучей со снимков, сделанных этим космическим аппаратом. Анализируя снимки облака вещества, выброшенного при столкновении ударного модуля космического аппарата с кометой 9P/Темпеля 1, Ипатов сделал вывод о том, что на глубине нескольких метров под поверхностью комет может быть много полостей с пылью и газом под давлением.
Наблюдения астероидов и комет
В 1999 году в течение полугода по гранту DWTC С. И. Ипатов работал в Королевской обсерватории Бельгии. Совместно с Эриком Эльстом и Тьерри Пауэлсом он принимал участие в наблюдениях астероидов и комет с использованием 0.85-метрового телескопа Шмидта с CCD-камерой (3072x2048 пикселей) и был сооткрывателем восьми астероидов, получивших номера.
Поиск экзопланет методом микролинзирования
В 2011—2013 годах С. И. Ипатов работал в Катаре, участвуя в катарском гранте, посвященном поиску экзопланет методом микролинзирования. Совместно с Кисом Хорне (Keith Horne) была разработана компьютерная программа, которая на основе данных наблюдений событий микролинзирования строила планы дальнейших наблюдений с помощью конкретного телескопа и сравнивала эффективности нескольких телескопов для поиска экзопланет с помощью метода микролинзирования.
Триггерный коллапс досолнечного облака
Вместе с Аланом Боссом (Alan Boss en:Alan Boss) С. И. Ипатов с помощью алгоритма FLASH, использовавшего уточнение адаптивной сетки, моделировал столкновение ударного фронта с досолнечным облаком и образование звезды при сжатии этого облака. Изучалась динамика процессов перемешивания и переноса вещества фронта в досолнечном облаке.
Перенос излучения в атмосфере
Совместно с Джеймсом Чо (James Cho) Ипатов изучал (например, с помощью программы SBDART) перенос излучения в атмосферах тестовых внесолнечных планет. Результаты моделирования модели общей циркуляции (GCM) были использованы для расчета модельных спектров для атмосфер Земли и экзоземель, вращающихся с различными периодами.
Математическое моделирование для неастрономических задач
Помимо астрономии, С. И. Ипатов участвовал в трассировке двухслойных печатных плат, а также отвечал за математическое моделирование в гранте нефтяной компании Schlumberger «Исследования генерации акустических волн под воздействием флюидов на стенки пор и их распространения в пористой среде с флюидами и газом».

## Награды и признание
Астероид 14360 Ipatov назван бельгийским астрономом Эриком Элстом в честь С. И. Ипатова. В 2005 году Международный астрономический союз (IAU) утвердил это название (14360 Ipatov) со следующим обоснованием: Сергей Иванович Ипатов (1952 г.р.) — российский ученый и специалист по миграции малых планет. Во время его пребывания в 1999 году в Уккльской обсерватории (Uccle Observatory) он показал себя очень хорошим наблюдателем, который сделал несколько открытий с помощью шмидтовского телескопа в Уккле.
Деятельность С. И. Ипатова была отмечена премией РАН им. Ф. А. Бредихина 2019 года за цикл работ «Формирование и процессы эволюции Солнечной системы».
Биография С. И. Ипатова публиковалась в ряде изданий: «Известные русские», Marquis Who’s Who, Американский биографический институт, Международный биографический центр, и др.